# Лабораторія музичної семантики (Уфа)

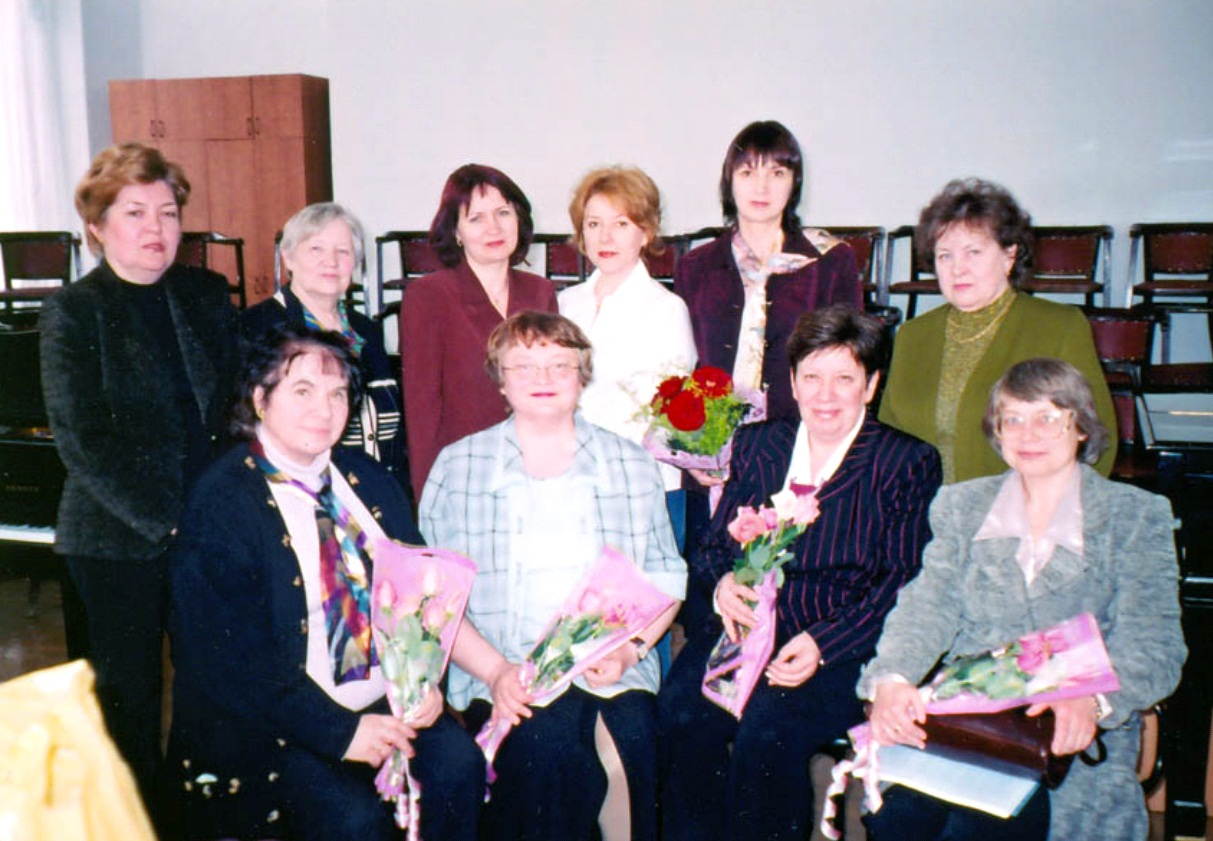
Учасники III Всеросійської Науково-практичної конференції «Музичне зміст наука та педагогіка», організованою Лабораторією музичної семантики (Уфа, 26-29 квітня 2004 р.).
Ліворуч направо, в першому ряду: професори-музикознавці В. Н. Холопова, Л. Н. Шаймухаметова, Г. Р. Тараева, Л. П. Казанцева; в другому ряду — співробітники Лабораторії музичної семантики: доктори та кандидати мистецтвознавства Н. М. Кузнецова, Р. Х. Ісламгулова, А. І. Асфандьярова, П. В. Кириченко, І. В. Алексєєва, Н. Ф. Гаріпова.
Знімок зроблений в Лабораторії музичної семантики.

Лабораторія музичної семантики — єдина в Росії проблемна науково-дослідна лабораторія , що займається адаптацією наукових знань до практики композиторської, музикознавчої, виконавської та музично-педагогічної діяльності , а також здійснює музикознавчу експертизу нових напрямків та жанрів музичного мистецтва.
Науковий керівник Лабораторії — доктор мистецтвознавства, професор, головний редактор журналів «Проблеми музичної науки» і «Креативне навчання в Дитячій музичній школі» Людмила Миколаївна Шаймухаметова.

## Загальні відомості
Лабораторія музичної семантики була створена в 2001 з ініціативи Л. Н. Шаймухаметової на базі Федерального державного освітнього закладу вищої професійної освіти Уфімська державна академія мистецтв ім. Загіра Ісмагілова.

Як завідувачка Лабораторії музичної семантики Л. Н. Шаймухаметова удостоїлася вищої для музикознавця почесного звання Заслужений діяч мистецтв РФ.
Керівник та інші співробітники лабораторії (І. Алексєєва, Р. Байкіева, Д. Баязитова, П. Кириченко та ін.) впроваджують семантичний аналіз в теорію та практику музичної педагогіки.

## Наукова діяльність
В основі концепції практичної семантики, яка дозволила створити наукову школу, лежить розроблена Л. Н. Шаймухаметовою техніка семантичного аналізу, що розкриває багато таємниць смислової організації музичного твору. Концепція та створені на її основі численні методики роботи з музичним текстом дають можливість підходити нетрадиційно до читання та розшифровці смислових структур музичного тексту, формувати в учнів необхідні інтонаційно-образні уявлення, знання інтонаційної лексики та музичного словника різних епох і стилів. Це закономірно відбивається на характері та глибині сприйняття виконуваних творів, формує креативні відносини виконавця з музичним текстом. У роботі лабораторії постійно присутні два напрямки: теоретичні та прикладні дослідження.
Лабораторія досліджує проблему «Музичний текст та виконавець», в якій розробляються технології змістовного аналізу та творчої взаємодії виконавця з музичним текстом. Одночасно виконуються завдання адаптації отриманих наукових результатів до практичної діяльності педагогів різних ланок освітнього процесу — від ДМШ до ВНЗ.
Пишній емантизації та герменевтізаціі піддаються всі композиційні елементи в умовах початкового навчання дітей: інтервали, високий/низький регістр, нюанси «голосно/тихо», тривалості, артикуляція «стаккато/легато», рітмоформули і т.д. Цілий напрям такого роду склався в Уфі під керівництвом Л.Шаймухаметовой, де вона створила та очолилаєдину в Росії «Лабораторію музичної семантики»… Випущені: «Музичний буквар» та «Веселі інтервали» (те й інше к співавторстві з Р.Ісламгуловой, Уфа, 2000 і 2003), «Дзвіночки», семантика на уроках сольфеджіо (метод. розр. Н.Тухватулліной, 1998—1999), «Веселе сольфеджіо» (автор — Л.Федорова, 2003), «Інтонаційні етюди в класі фортепіано» (Л.Шаймухаметова та П.Кириченко, 2002) та ін. навчальні посібники. Наприклад, у «Веселих інтервалах» прима порівнюється зі стуком дятла, секунда (в одночасності) — з криком ворони, терція — з покликом зозулі і т.д. Для розвитку учнів у професійному напрямку Шаймухаметова розробила систему внутрішньомузичної семантики, засновану на усталених значеннях жанру, стилю, інструментального тембру, оркестрової фактури і т.д. А її книга «Семантичний аналіз музичної теми» (М.,1998) стала свого роду анотованим «словником» широко поширених у музиці інтонацій-лексем…
 В аспекті показу стійких музичних формул (інакше-лексем) в просторі музичної мови витримано дослідження І. Алексєєвої. «Тематизм бассо-остинатних жанрів в інструментальній музиці західноєвропейського бароко». Автор не лише пише роботу про контрапункти тем і пластів, але простежує семантичні константи та модифікації як типових остинатних тем, так і мінливих над-остинатних пластів, демонструючи реальне внутрішнє життя музичної мови. Ще одна книга по музичній лексикології: А. І. Асфандьярова. інтонаційна лексика образів пасторалі в тематизмі фортепіанних сонат Й.Гайдна. Уфа, 2007….
Зазначу книгу, спеціально присвячену саме неспеціальному музичному змісту, вельми широко диференційованому: І.Крівошей. Позамузичні компоненти вокального твору. Уфа, 2005 (термін «позамузичні» говорить, на мій погляд, про труднощі знаходження шуканого слова)… — В.Н.Холопова «Теорія музичного змісту як наука»
Особливе місце у творчій діяльності лабораторії займає «переведення» наукових позицій музикознавства в області теорії музичного змісту на рівень дитячого сприйняття. Більшість розроблених навчальних та методичних посібників мають грифи міністерств Російської Федерації та рекомендовані для використання в навчальних закладах професійної та загальної музичної освіти. Створені Л. Н. Шаймухаметовою авторські програми («Основи музичного інтонування», «Сучасні музично-педагогічні системи»,«Читання музичного тексту» та навчальні комплекти до них), а також інноваційна система вивчення музичної мови і мови для початківців музикантів («Музичний буквар», «Музична риторика», «Граємо разом з учителем», «Веселе сольфеджіо», «Читання музичного тексту») успішно застосовуються в музичних школах Росії, Німеччина, Австрії, США, Болгарії.
Лабораторія веде планову науково-дослідну діяльність, забезпечуючи внесок у розробку фундаментальних досліджень у галузі теорії музичного змісту та теорії музичного виконавства.
Лабораторія співпрацює з провідними російськими науковими школами в області розробки проблем аналізу та інтерпретації музичного змісту (теорія музичного змісту), керованими професорами В. Н. Холоповою (Москва), Л. П. Казанцевою (Астрахань, Волгоград), бере участь в організації та проведенні наукових конференцій цього напрямку: «Музичний зміст: наука та педагогіка».
Лабораторія є навчально-наукової структурою: задіяна в системі післявузівської та додаткової освіти (аспірантура, ФПК) у формі підготовки кандиданьських та докторських дисертацій, курсів підвищення кваліфікації, майстер-класів, конференцій та семінарів.
Лабораторія бере участь у навчальному процесі, забезпечуючи його методичну та методологічну спрямованість та залучаючи студентів до наукової роботи (НСО, УИРС, спецкласс).
Співробітниками лабораторії виконується рецензування наукових робіт, монографій, навчальних посібників, опонування дисертацій, зав. лабораторією бере участь у роботі дисертаційних рад.
Лабораторія є базою розвитку інноваційних технологій в області музичної освіти, є членом міжнародної асоціації вчених-музикознавців «Word and Music Studies», бере участь в російських та міжнародних конференціях, підтримує контакти з російськими та зарубіжними колегами в галузі міждисциплінарних зв'язків.
За свою плідну наукову діяльність Лабораторія музичної семантики відзначена багатьма російськими та міжнародними нагородами.

## Видавнича діяльність
Лабораторія веде планову видавничу діяльність, яка здійснюється в різних друкарнях.
З 2008 р. Лабораторія випускає щоквартальний науково-методичний вісник «Креативне навчання в ДМШ» з метою адаптації новітніх наукових розробок до практичної роботи педагога — музиканта.
Лабораторія постійно видає збірки статей, в тому числі, міжвузівських. Серед них:
- Вопросы поэтики и семантики музыкального текста: Межвуз. сб. ст. / РАМ им. Гнесиных. — М., 1998. — Вып. 150;
- Историко-теоретические проблемы музыкознания: Межвуз. сб. ст. / РАМ им. Гнесиных. — ЛМС., М.,1999. — Вып. 156;
- Художественный мир музыкального произведения: сб. ст. / ЛМС. — Уфа: РИЦ УГИИ, 2001;
- Внемузыкальные компоненты композиторского текста: сб. ст. / ЛМС. — Уфа: РИЦ УГИИ, 2002;
- Музыкальный текст и исполнитель: сб. тр. / ЛМС. — Уфа: РИЦ УГАИ, 2004;
- Музыкальное содержание: наука и педагогика. — Уфа: РИЦ УГАИ, 2005;
- Музыка прошлого и современность: сб. ст. — Уфа: ЛМС УГАИ, 2010 та ін

Лабораторія має бібліотеку електронних видань теоретичного (монографії, автореферати дисертацій, нариси, статті) та прикладного профілю (навчальні посібники, методичні розробки, авторські програми, робочі зошити для ДМШ), яка розташована на офіційному сайті лабораторії.

## Експертна та освітня діяльність
Лабораторія музичної семантики займається експертизою художньої цінності нових напрямків музичного мистецтва, веде розробку інноваційних, авторських програм та навчальних посібників в області практичної семантики та готує їх до видання для використання в системі «ДМШ-училище-ВНЗ», виконує рецензування наукових робіт, монографій, навчальних посібників, опонування дисертацій, бере участь у роботі дисертаційних рад.
Лабораторія бере участь в післявузівську освіту в галузі професійного та масового навчання — проводить майстер-класи (з виїздом та стаціонарно), курси підвищення кваліфікації, дистанційне навчання (з видачею сертифікатів) на основі концепції практичної семантики та креативної взаємодії виконавця з музичним текстом. Інноваційні розробки є результатом адаптації теоретичних досліджень з музичної семантики, адаптованих до практики навчання в традиціях віденського побутового музикування. Лабораторія працює в контакті з зарубіжними фахівцями в рамках спеціальної культурно-освітньої програми Віденської академії музики.
Окремий напрямок у роботі лабораторії пов'язаний зі створенням медіа засобів щодо забезпечення програм та навчальних планів різних ланок освітньої системи: від ДМШ до ВНЗ (навчальні фільми, відео та аудіо презентації до уроків музичної літератури, сольфеджіо, фортепіано, ансамблевого музикування). У рамках інноваційного проекту «Сучасна наука — педагогу-практику» створені та видані методичні серії з відеопрезентаціями «Цікаве інструментування у класі фортепіано», «Виконавські сценарії в роботі піаніста», «Вчимося аранжуванню», «Якби редактором був я…», «Ненудні етюди» та інші.